# Gabriela Teissier
Gabriela Teissier Zavala Ciudad de México, es una periodista, presentadora y cantante mexicana, reconocida por presentar los programas A Primera Hora en la estación angelina KMEX-DT de Univisión y Tu Voz en Los Ángeles en Uforia Audio Network.

## Carrera
En su adolescencia, Teissier trabajó como corista para cantantes como Luis Miguel, Cristian Castro, José José y Guadalupe Pineda, además de aportar su voz en la canción "Rompiendo el campamento" de Phil Collins, utilizada en la banda sonora en español de la película de 1999 Tarzán, a su vez que le prestó voz al personaje de Terkina "Terk".
Como presentadora estuvo vinculada inicialmente a la cadena Telemundo, trabajando después para Univision presentando el programa de variedades Escándalo TV. En 2003 volvió a California y empezó a presentar el programa A Primera Hora en la estación KMEX-DT. Durante su carrera ha recibido variedad de premios y reconocimientos, entre los que destacan el Premio Telly 2015, el Reconocimiento Ohtli en 2016 y dos Premios Emmy por las historias "Cambio climático 101" y "Junipero Serra".